# Prosoplus aruensis
Prosoplus aruensis är en skalbaggsart som beskrevs av Stefan von Breuning 1966. Prosoplus aruensis ingår i släktet Prosoplus och familjen långhorningar. Inga underarter finns listade i Catalogue of Life.